# Micklefield
Micklefield – wieś i civil parish w Anglii, w West Yorkshire, w dystrykcie metropolitalnym Leeds. W 2011 civil parish liczyła 1893 mieszkańców.